# Dietrich Buxtehude
Dietrich Buxtehude /ˈdiːtʁɪç bukstǝˈhuːðǝ/ (Helsingborg, 1637-Lübeck, 9 de mayo de 1707) fue un compositor y organista germano-danés de música culta del Barroco. Sus obras para órgano forman parte del repertorio habitual para este instrumento y frecuentemente se interpretan en recitales y misas. Fue uno de los organistas más célebres de la escuela alemana de órgano barroco; durante la mayor parte de su vida fue organista en la iglesia de Santa María (Marienkirche) de Lübeck.
Como compositor produjo una amplia variedad de piezas vocales e instrumentales, y su estilo influyó enormemente a muchos compositores, incluido Johann Sebastian Bach.
Hoy en día es considerado el más destacado compositor germano de su tiempo, entre Heinrich Schütz y Bach.

## Vida

### Primeros años en Dinamarca
Al nacer, fue registrado como Diderik Buxtehude. En vida, germanizó su nombre y firmaba como Dieterich Buxtehude. Otras versiones de su nombre son Dietrich y Diderich.
Los eruditos discuten tanto la fecha como el lugar de nacimiento, aunque hoy día se ha aceptado que nació en 1637 en Helsingborg (Escania, hoy parte de Suecia, pero entonces parte de Dinamarca).
En su obituario, en el Nova literaria Maris Balthici de 1707 se afirma: “Reconocía a Dinamarca como su país natal, cuando vino a nuestra región; vivió cerca de setenta años”. Otros, sin embargo, afirman que nació en Bad Oldesloe en el Ducado de Holstein, hoy Schleswig-Holstein en Alemania, que en aquel tiempo formaba parte de la Monarquía danesa.
Era hijo de un organista de iglesias, heredando el talento y algunos dones de su padre, Hans Jensen Buxtehude.
Primero fue organista en Helsingborg (1657-1658) y después en Elsinor (1660-1668).

### Lübeck: la iglesia de Santa María
Se casó con la hija de Franz Tunder (el organista titular de la Marienkirche, o iglesia de Santa María, de Lübeck). En 1668 sucedió a su suegro en el puesto. Su cargo en la ciudad libre imperial de Lübeck le permitió desarrollar una amplia carrera musical y su autonomía fue un auténtico modelo para las carreras de maestros barrocos posteriores, como Georg Friedrich Händel, Johann Mattheson, Georg Philipp Telemann y Johann Sebastian Bach.
En 1673 instituyó los Abendmusiken, o conciertos de Adviento, que atrajeron a músicos de otros lugares y siguieron celebrándose en la iglesia hasta 1810. Sus contemporáneos lo reconocían como el mejor organista de su época.
En 1703, Händel y Mattheson viajaron para conocerlo. Por aquel entonces Buxtehude ya tenía 66 años y estaba preparado para retirarse. Les ofreció su cargo a ambos, pero tenían que cumplir la tradición de casarse con su hija mayor, Anna Margareta. Tanto Händel como Mattheson rechazaron la oferta y se fueron al día siguiente de su llegada.
En 1705, Johann Sebastian Bach (de veinte años de edad) anduvo más de 320 kilómetros desde Arnstadt para conocerlo. Permaneció con el maestro casi tres meses: acudió a los Conciertos de Adviento, le oyó tocar y aprendió de él. Sin embargo, también rechazó el puesto y la mano de la hija mayor.

## Estilo
Buxtehude debe su renombre a la obra compuesta para el órgano, la más considerable de Alemania septentrional, que anuncia a la de Johann Sebastian Bach y sobrepasa a toda la de sus contemporáneos. Siguió la línea inaugurada por Sweelinck, siendo el máximo exponente de la llamada «escuela organista del Norte», caracterizada por su gusto a las grandes arquitecturas musicales, con riqueza y libertad de imaginación que se expresaban perfectamente a través de los recursos sonoros de los grandes instrumentos creados por los artesanos septentrionales.
La obra de Buxtehude se caracteriza por sus preludios y corales, por el aspecto complejo y grandioso de la arquitectura, la invención melódica y rítmica y la riqueza del contrapunto: sus obras no están divididas claramente en una parte dedicada al virtuosismo y otra al desarrollo contrapuntístico, sino que se suceden alternativamente episodios de los dos tipos de secciones.

## Obras

### Introducción general
Buxtehude compuso música sacra en una época en que los compositores conocidos preferían cultivar las nuevas formas profanas: la ópera, el concierto y la sonata.
Con este compositor se consigue una música sacra luterana capaz de igualar a la previa polifonía católica del siglo XVI, que había sido reprobada por la Reforma de Lutero. Es el mejor compositor luterano del siglo XVII.
El grueso de su trabajo viene representado por música vocal, con una amplia variedad de estilos, y piezas para órgano, que consisten básicamente en series de corales y otras formas variadas de gran tamaño.

### Música de cámara
La música de cámara representa una parte muy pequeña de la obra superviviente. Para clavecín compuso una veintena de suites (de las cuales algunas se atribuyen a Nicolas Lebègue), seis variaciones y veinte sonatas en trío (para violín, viola da gamba y bajo continuo).
Las suites para clave siguen casi invariablemente el modelo estándar. BuxWV 250 puede haber inspirado las Variaciones Goldberg de J. S. Bach, pues ambas series tienen treinta y dos variaciones y bastantes similitudes en la estructura de determinados movimientos.
Buxtehude sigue el modelo de Corelli de la sonata a dos y a tres voces. La única obra de Buxtehude que se editó durante su vida fueron precisamente sonatas de cámara, para violín, viola da gamba y clave, a mediados de la década de 1690; hubo un primer libro en 1694 y un segundo en 1696.
- Sonatas en trío: en sol, en si bemol y en do menor, opus 1/2, 4 y 6 (BuxWV 253, 255 y 257); en do y en sol menor, Op. 2/2-3 (BuxWV 260 y 261)

### Música vocal
Salvo algunos cantos nupciales, la obra vocal de Buxtehude es sacra. La reforma luterana favoreció una música sacra coral, basada en himnos, para que toda la congregación participara en el canto. Buxtehude extendió el alcance musical y emocional de esta música coral, “hasta el punto que —debido a la complejidad del sonido— la congregación tenía que escuchar en vez de participar” (McLeish).
Compuso más de cien cantatas sobre textos en alemán y latín. Sus cantatas tienen un “encanto fresco y vivaz que incluso Bach rara vez igualó” (McLeish).
Compuso una misa breve a cinco voces, el motete Benedicam Dominum a veinticuatro voces, y varios oratorios, desgraciadamente perdidos en su mayor parte. Se conservan los libretos, pero no las partituras, lo cual es particularmente desafortunado, porque sus oratorios alemanes parecen haber sido el modelo para las obras posteriores de Johann Sebastian Bach y Georg Philipp Telemann.
- Cantatas Membra Jesu nostri, Cantate Domino, Jesu meine Freude.
- Cantata de Navidad In dulce jubilo.

### Obras para teclado
En vida se le reconoció la capacidad de interpretación, improvisación y composición de obras al órgano.
Destacan sus composiciones para clavicémbalo. Junto a Bach, es el responsable de la creación de un amplio repertorio específico para este instrumento, en lugar de usarlo como mero acompañamiento del canto. Compuso tocatas, fantasías, fugas, pasacalles y sonatas. Estas obras influyeron notablemente en compositores posteriores.
- Preludios

Los preludios forman la parte principal del trabajo de Buxtehude y son considerados su principal contribución a la música del siglo XVII. Son composiciones en secciones que alternan las partes improvisadas con las partes de estricto contrapunto, normalmente fugas. Aunque esto último recuerda a las tocatas de Frescobaldi, las obras de Buxtehude son mucho más estrictas que ninguna otra tocata de su época.
Sus preludios son bastante variados en estilo, lo que les hace difíciles de clasificar: van desde los majestuosos BuxWV 137 y BuxWV 148 (que incluyen una verdadera chacona junto a partes fugadas y otras secciones tipo tocata) hasta piezas con múltiples partes variadas como BuxWV 141 (dos fugas, secciones de contrapunto imitativo y partes con escritura concordada) y composiciones con dos fragmentos relativamente breves como BuxWV 144 (un preludio improvisado corto seguido de una fuga más larga). Las secciones pueden estar explícitamente separadas en la partitura o fluir de una a la otra, estando el final de una y el principio de la otra en el mismo compás.
Los preludios comienzan, invariablemente, con secciones de improvisación que emplean una amplia serie de técnicas, desde la escritura contrapuntística, con breves fragmentos imitativos basados en un solo motivo, a otros en los que se concuerdan las voces sin seguir un mismo motivo, con arpegios, por ejemplo. Las fugas suelen ser a cuatro voces; los temas son a menudo simples, recordando a las canzonas de Johann Jakob Froberger. En sus preludios, el tema servía de canto para desarrollar contrapuntos imitativos en todas las voces, siendo muy común el empleo del solo del pedalier. 
No obstante, hay algunas excepciones notables: por ejemplo, el tema de BuxWV 148 está basado por entero en la repetición de notas; una fuga en BuxWV 142 emplea un tema cromático que recuerda a numerosos ricercares de órgano de la época, pero compuesta en negras, y no en blancas, como era típico. Los temas de Buxtehude rara vez exceden de dos compases de largo; el tema desarrollado durante seis compases, de una fuga en BuxWV 145, es una de las excepciones a esta norma. Las propias fugas son series de exposiciones sin material episódico y virtualmente sin modulaciones a otros tonos, puesto que esto se logra con las secciones libres del preludio.
- Corales

Por lo que se refiere a las series corales, casi todas pueden clasificarse en una de estas tres categorías: preludios corales, fantasías corales y variaciones corales. La mayor parte de las series corales tienen la forma de preludios corales, como el Ein feste Burg ist unser Gott BuxWV 184.

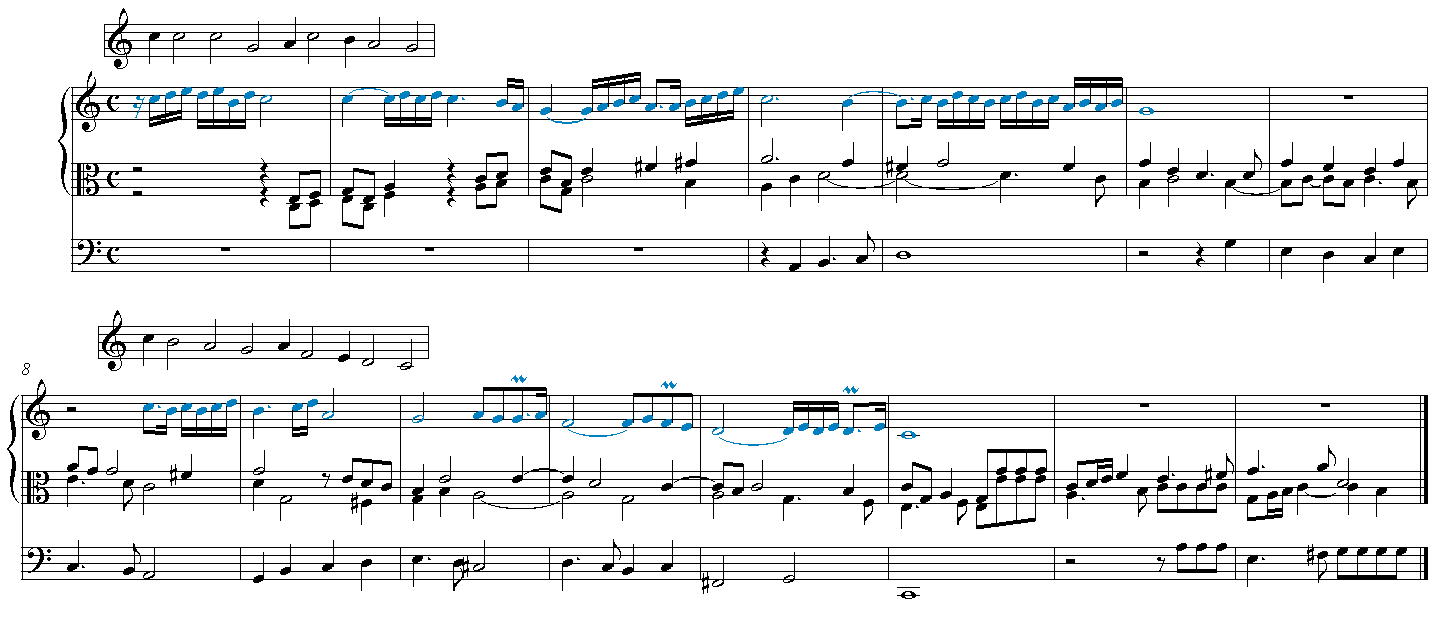
Primeros compases de Ein feste Burg ist unser Gott BuxWV 184.

Ejemplos de fantasías corales (término moderno) son Gelobet seist du, Jesu Christ BuxWV 188, Nun freut euch, lieben Christen g'mein Bux WV 210, Nun lob, mein Seel, den Herren BuxWV 213 y Wie schön leuchtet der Morgenstern, BuxWV 223.
Las variaciones corales de Buxtehude están compuestas normalmente a tres o cuatro voces. Consisten en tres o cuatro variaciones de las cuales solo una puede usar el pedal. Estas piezas no son tan importantes para el desarrollo de la forma ni tan avanzadas como las contribuciones de Pachelbel o Georg Böhm a este género.
Hay series corales que no encajan en ninguno de estos tres tipos: Auf meinen lieben Gott, BuxWV 179, que es, de manera bastante desacostumbrada para la época, una suite de danza basada en el coral, y las basadas en el canto (Magnificats BuxWV 203-5 y Te Deum Laudamus, Bux WV 218), que son estructuralmente similares a las fantasías corales.
- Otras obras para teclado

Asimismo Buxtehude compuso dos chaconas y una pasacaglia que, junto a las seis chaconas para órgano de Pachelbel, representan una variación del estilo tradicional de chacona, y, además, la primera contribución sería del Norte de Alemania a la evolución de este género. Están entre las obras de Buxtehude más conocidas y han influido en numerosos compositores posteriores, en particular Bach y Brahms. Unas pocas canzonas para teclado son sus únicas piezas estrictamente contrapuntísticas y probablemente fueron compuestas con fines pedagógicos. De las tres piezas conocidas como fugas, solo la primera, BuxWV 174, es una verdadera fuga; BuxWV 175 es más una canzona (dos secciones, ambas fugadas y sobre el mismo tema), mientras que BuxWV 176 es más un típico preludio, solo que empieza con una fuga en lugar de con una sección improvisada.

## Discografía selecta
- Obras para órgano
  - Peter Hurford
  - Rene Saorgin (integral). (Harmonia Mundi 2901484.88)
  - Harald Vogel
  - Helga Schauerte-Maubouet (integral). (Syrius SYR 141.347/348/359/366/371) 2000-2002.
- Música de cámara: Trío sonatas, en sol; si bemol y en do menor, Op. 1/2, 4 y 6 (BuxWV 253, 255 y 257); en do; en sol menor, Op. 2/2-3 (BuxWV 260 y 261). Trío Sonnerie (ASV/Gaudeamus).
- Cantatas
  - 1994 – 6 Cantatas (BuxWV 78, 62, 76, 31, 41, 15). Anima Eterna, Royal Consort, Collegium Vocale, Jos Van Immerseel (Channel Classics, CCS 7895).
  - 2003 – Sacred Cantatas (BuxWV 47, 94, 56, 73, 174, 12, 48, 38, 60). Emma Kirkby, Michael Chance, Charles Daniels, Peter Harvey, Purcell Quartet (Chandos Chan0691).
  - 2005 – Sacred Cantatas Vol. 2 (BuxWV 13, 92, 77, 17, 6, 71, 58, 37, 57). Emma Kirkby et al. Purcell Quartett (Chandos Chan0723).
  - 2004 – Sacred Cantatas (BuxWV 104, 59, 97, 161, 107, 53, 64, 108). Matthew White, Katherine Hill, Paul Grindlay, Aradia Ensemble, Kevin Mallon (Naxos 8.557041).
  - Geistliche Kantaten (Sacred Cantatas). Cantus Colln, Konrad Junghanel (Harmonia Mundi HMC 901629).
  - Membra Jesu Nostri. Coro Monteverdi, English Baroque Soloists, Fretwork, John Eliot Gardiner (Archiv Produktion 447 298-2).
  - Membra Jesu Nostri. Ton Koopman (Erato 2292-45295-2).
- Integral
  - Opera omnia. Ton Koopman (Challenge Classics).